# 点と線
『点と線』（てんとせん）は、松本清張の長編推理小説。雑誌『旅』に連載され（1957年2月号 - 1958年1月号、連載時の挿絵は佐藤泰治）、加筆訂正の上、1958年2月に光文社から単行本が刊行された。
福岡市香椎の海岸で発見された男女の情死体に疑問を持った2人の刑事の事件捜査を活写し、F・W・クロフツらによって確立されたアリバイ崩しのスタイルを継承したミステリー長編。著者の最初の長編推理小説であり、松本清張ブームを巻き起こした作品である。
1958年に東映系で映画化、また2007年にテレビドラマ化されている。

## あらすじ
料亭「小雪」の女中2人と、東京駅の13番線プラットフォームで見送られていた機械工具商会を経営する安田辰郎。この3人は、向かいの15番線プラットフォームに、同じく「小雪」で働くお時が男性と夜行特急列車「あさかぜ」に乗り込むところを見つける。だが数日後、お時とその男・佐山は、香椎の海岸で情死体となって発見された。
一見ありふれた情死に見えたが、博多のベテラン刑事・鳥飼重太郎は、佐山が持っていた車内食堂の伝票から事件の裏の真相を探るため、1人、捜査をすることにする。
一方、佐山は現在社会をにぎわしている産業建設省の汚職事件の関係者であった。この事件を追っていた本庁の刑事・三原紀一は、心中事件を追って九州へ向かい、鳥飼と出会う。
捜査の結果、2人は、東京駅で13番線プラットフォームから15番線プラットフォームが見えるのは、1日の中で17時57分から18時01分のわずか4分間しかないことを突き止め、安田を容疑者として追及しようとする。だが、安田には完璧なアリバイがあった。

## 主な登場人物
- 原作における設定を記述。

鳥飼重太郎
福岡署の古参刑事。常にくたびれた服装をしている。
三原紀一
警視庁捜査二課の警部補。銀座にある行きつけの喫茶店でコーヒーを飲むのが趣味。
安田辰郎
機械工具商・安田商会の経営者。
佐山憲一
××省の課長補佐。
お時
赤坂の割烹料亭「小雪」の女中で安田の係。本名は桑山秀子。
安田亮子
安田の妻。肺結核を患い鎌倉・極楽寺近辺で療養している。
石田芳男
××省の部長。
佐々木喜太郎
××省の事務官。

## 作品鑑賞
作品が書かれた当時はまだ新幹線が開業しておらず、飛行機の利用も一般的ではなかったため、日本国内の旅行・移動には、相当遠距離でも鉄道（主に急行列車）が用いられていたこと等、当時の社会状況が反映された内容になっている。
また本作を推理小説として見た場合、古くからいくつかの問題点を指摘する見解も出されている。
なお、清張が1961年に発表した作品である『時間の習俗』には、本作と同じく三原警部補と鳥飼刑事を再登場させている。

## エピソード

### 当時の経緯

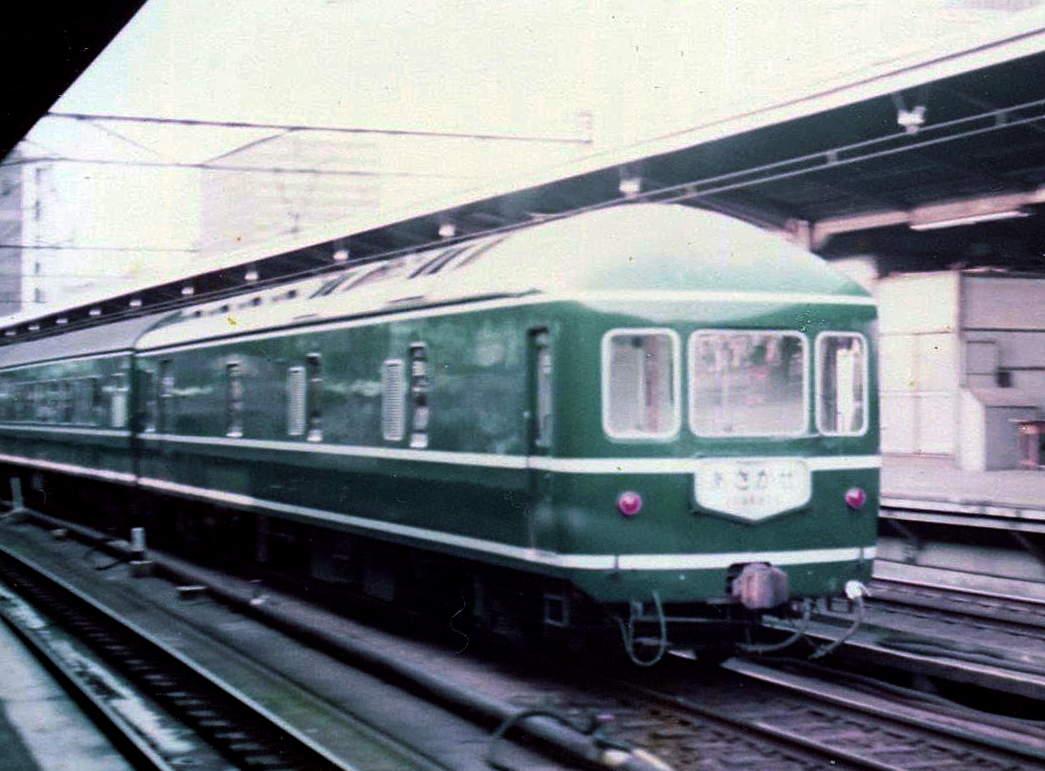
東京駅での寝台特急「あさかぜ」
（写真は国鉄20系客車だが、本作は同列車への20系導入前年に連載された）

- 雑誌『旅』（当時は日本交通公社刊）の編集者であった岡田喜秋は、著者が『別冊文藝春秋』に書いた随筆「ひとり旅」を読み、ぜひ『旅』にも原稿をと、1954年の秋に、著者の勤務していた朝日新聞社を訪れている。著者が時刻表好き、旅好きであることを知った岡田は、同誌1956年3月号までに3本の原稿をもらった[注釈 5]。他方、同誌の編集長を務めていた戸塚文子は、欧米の推理小説を原文で読む推理小説ファンであり、同誌にはすでに高木彬光や島田一男が登場していた。原稿料を安く抑えるため清張に白羽の矢が立ち[注釈 6]、同年の晩夏に編集会議が開かれたが、戸塚は会議での反対意見を鎮めるため「内容は鉄道のダイヤが絡んだものか、列車内の密室殺人に類するもの」という条件を提示し、連載はその条件のもとでなされることになった[注釈 7]。
- やがて著者の構想がまとまり、当初は同誌1957年1月号からの連載開始を予定していたが、実際には1カ月遅れて2月号からの連載開始となった。国鉄のダイヤ改正が行われ、東京～博多間を結ぶ寝台特急「あさかぜ」が登場したが、トラベルライターの松本典久によれば、同列車誕生時の東京駅の発着番線は15番線ではなく、14番線に止まっており、この時点では13番線から15番線を見渡すことはできなかった。1956年12月初旬以降（正確な日付は不明）に、同列車の発車番線が変更され、この番線変更が本作の執筆に大きく影響したのではないかと松本典久は推定している[注釈 8]。ここでいわゆる空白の4分間がプロットに組み込まれることとなり[注釈 9]、13番線ホームから15番線ホームが見通せるか著者から尋ねられた岡田喜秋は、正確を期すため、13番線ホーム中央にあったアナウンス室の職員に尋ねたが、すぐにはわからず、翌日再訪したところ、空白の4分間の存在を確認できたと述べている[注釈 10]。
- 本作のタイトルに関して著者は、当初『縄』としたいと語っていたが、岡田喜秋が「全然意味がわからない」と言ったところ、著者は連載開始前の最後の段階で現在のタイトルを提案し、決定した。ちなみに当時の清張の作品には、『顔』や『蓆』など、一文字の題名を自作につけるケースがあった。また、清張は岡田に折々電話で相談し、ストーリーのリアリティを高めるために調べごとを頼んでいた[注釈 11]。
- 原稿は毎月難航した。『旅』の他の記事が全て校了を終えた状態となっても『点と線』の部分だけが空白、という状態になり、編集者側で遅筆の清張に対する「清張待ち」という言葉が生まれた[注釈 12]。同じ時期に週刊誌に連載していた『眼の壁』に比べて『点と線』の反響は少なく[注釈 13]、「病気のため休載にしてくれまいか」との申し出が清張から続いたが、戸塚は「『点と線』を休載するなら『週刊読売』の『眼の壁』など、他の全ての連載を休載にしてもらう」と迫った。結局休載することなく連載は続けられた[注釈 14]。
- ある時、締め切り日直前に担当者が『点と線』の原稿を取りに行くと、清張は「失踪」していた。戸塚は羽田空港に電話し乗客名簿を調べさせ、松本清張の名を発見した。そこで飛び立つ寸前の搭乗機にストップをかけ「原稿をいただかないことには飛ばせない、降りていただきたい」と交渉したが、清張は「博多で書いて渡す」と言い、その場を「逃走」した。これで「蒸発」できると清張は考えていた（1957年当時、日本国内の長距離直通電話は警察関係と国鉄関係機関にのみ設置され、一般的ではなかった）が、しかし交通公社はその立場上国鉄電話を使う術があった。戸塚は直通電話で、博多の交通公社支社長に「松本清張先生を板付空港で「逮捕」」するよう手配、清張は板付空港で「御用」となった。「乗り物に関しては、交通公社に関するかぎり逃れられない。新聞社よりもすごい」と、清張は言ったという[注釈 15]。
- 光文社の編集者であった松本恭子（のちに推理作家の結城昌治と結婚）は、木々高太郎を「先生」と呼び、ハヤカワ・ポケット・ミステリを玄関脇の部屋に沢山並べていた清張に注目しており、『点と線』の連載開始もキャッチしていた。『点と線』第1回を光文社の神吉晴夫に読ませたところ、神吉は感心し、出版交渉に乗り出し[注釈 16]、『点と線』、『眼の壁』の単行本は光文社から出版されることになった[注釈 17]。
- 単行本の刊行年に行われた徳川夢声との対談で、夢声から「これは、ほうぼうから指摘されたでしょうが、「点と線」を読んでると、急行で博多を出発したとしても、あの時間に犯人が札幌にあらわれるはずがないということを、刑事がしきりにふしぎがってる。「おや、旅客機のまだなかった時代かな」と思ってると、そうじゃあない」と言われた清張は「あれは、だれからもいわれたんです。大失敗でした（笑）」と応じ、まず真っ先に飛行機の乗客名簿を調べ、次に汽車を調べて駄目だったということにすれば良かったと述べている[注釈 18]。

### 作品の周辺
- 直筆の初回原稿は、長い間行方不明となっていたが、1998年12月に、JTBの倉庫から発見され、現在は北九州市立松本清張記念館に所蔵されている。なお、連載時は「年が明けた」の一文から始められたが、単行本化の際に削除されている[注釈 19]。
- 東京駅丸の内駅舎に併設されている東京ステーションホテルの2033号室前には、現在、本作を記念し、連載第一回の冒頭部分（「年が明けた」で始まる）や、「あさかぜ」を含む当時の東京・九州間の時刻表が飾られている。著者は九州から上京後、練馬区関町の借家住まいをしていた際、作品の執筆に同ホテルを利用していた。現在の2033号室は、著者の滞在当時は209号室であり、ダブルベッドの部屋であった。同ホテルの客室支配人を務めていた小藤章の回顧によれば、著者は「このホテルにはエレベーターがないからね。階段を上がって、すぐの部屋が楽でいい」と、案内のベルボーイに漏らし、にやりとするなど、気さくであったが、大変なヘビースモーカーで、いつも吸いがらが二つの灰皿いっぱいに、てんこ盛りになっていたという[注釈 20]。なお、東京駅の中央線ホームが高架化された現在では、2033号室から東京駅のホームや列車を望むことはできなくなっている。
- 小説家・評論家の笠井潔は、安田辰郎の妻亮子の背後には、清張の初期短編『或る「小倉日記」伝』『菊枕』『断碑』等と共通する主題が隠されており「この主題を、戦後探偵小説の問題圏に方法的に導入した瞬間、清張の独創性は他に類例を見ないものとして華々しく開花したというべきだろう」と評している[注釈 21]。
- 本作に登場する「レバンテ」は有楽町にあった1947年創業のビアレストラン[2]。2003年、東京国際フォーラムに移転。2020年3月に新型コロナウイルス感染症拡大の影響により閉店した[2]。
- 男子バレーボール日本代表チーム（1964年東京オリンピックで銅メダル、ミュンヘンオリンピックで金メダルなど獲得）の監督を務めた松平康隆は、本作のプロットからヒントを得て、おとり選手のジャンプで、敵のタイミングを外し、障害物の無い時間と空間を作り出そうと考え、「時間差攻撃」を思いついたとされている[注釈 22]。

## ギャラリー

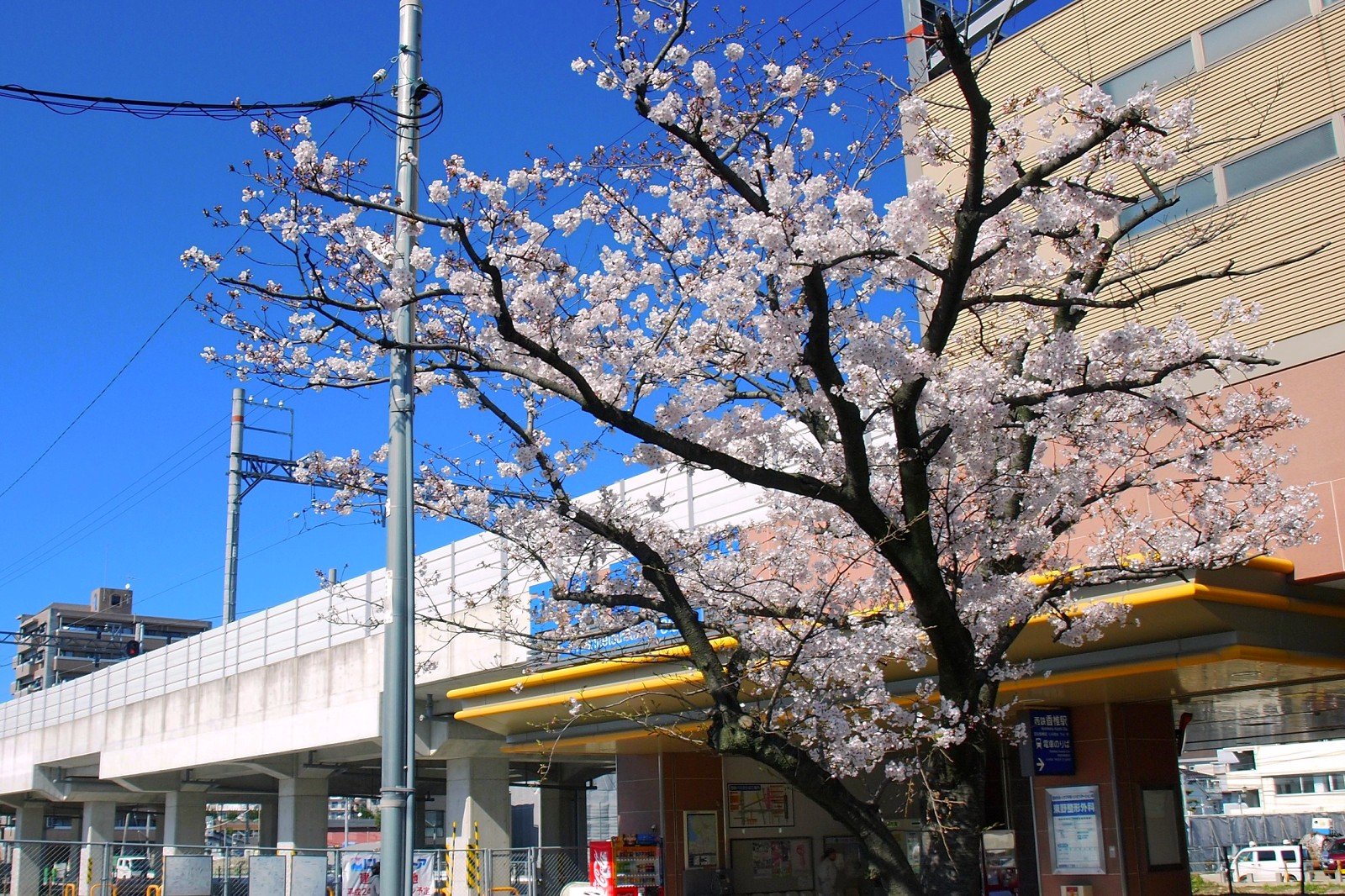
本作を記念した、西鉄香椎駅前の清張桜。小説連載当時から駅前に生えていた桜であり、同駅高架化に伴う区画整理を受け、2008年に現在地に移植された。改札西側にある。
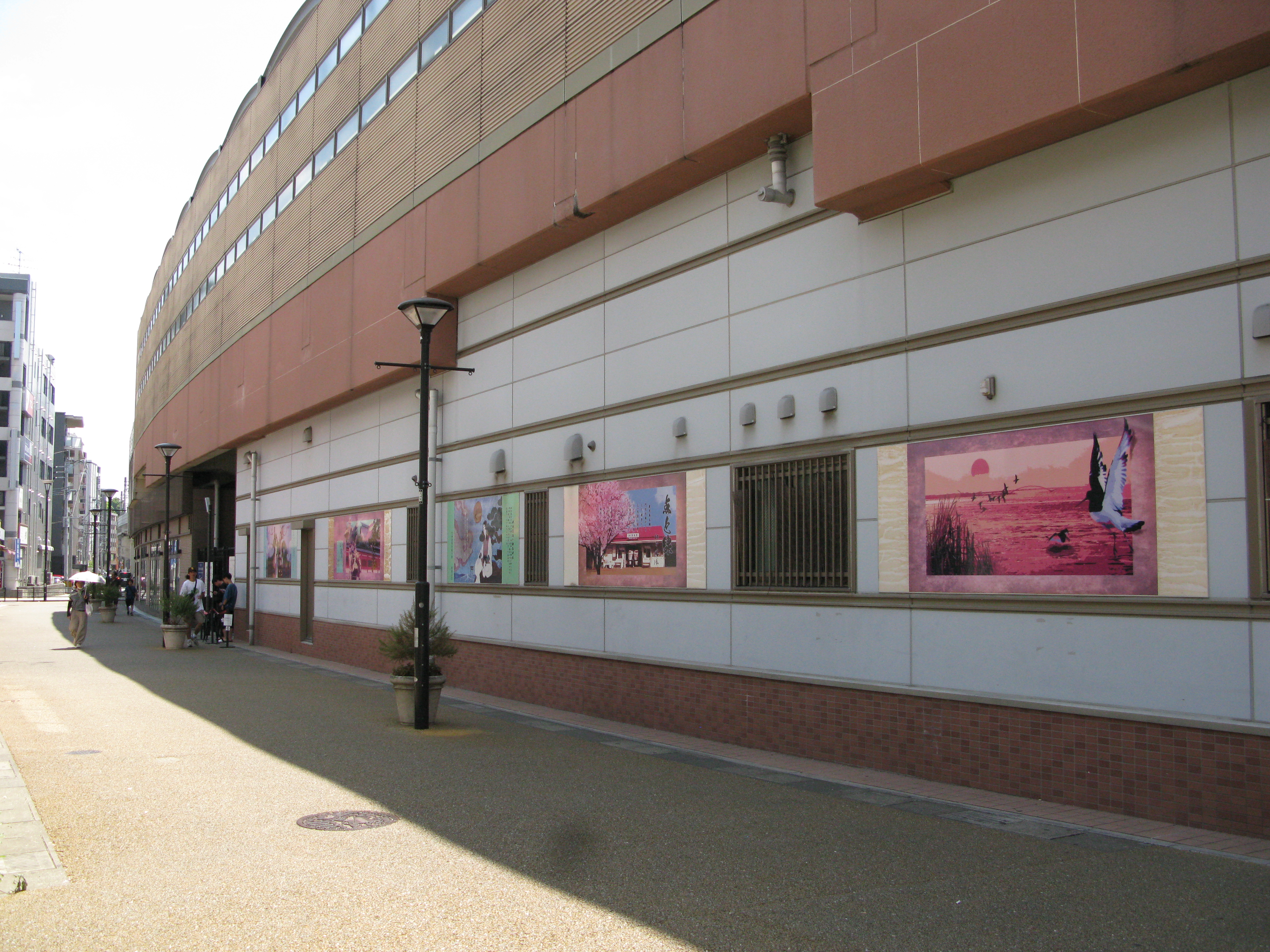
西鉄香椎駅高架下の九州産業大学芸術学部による展示の一つが、本作を記念した展示となっている。改札東側にある。
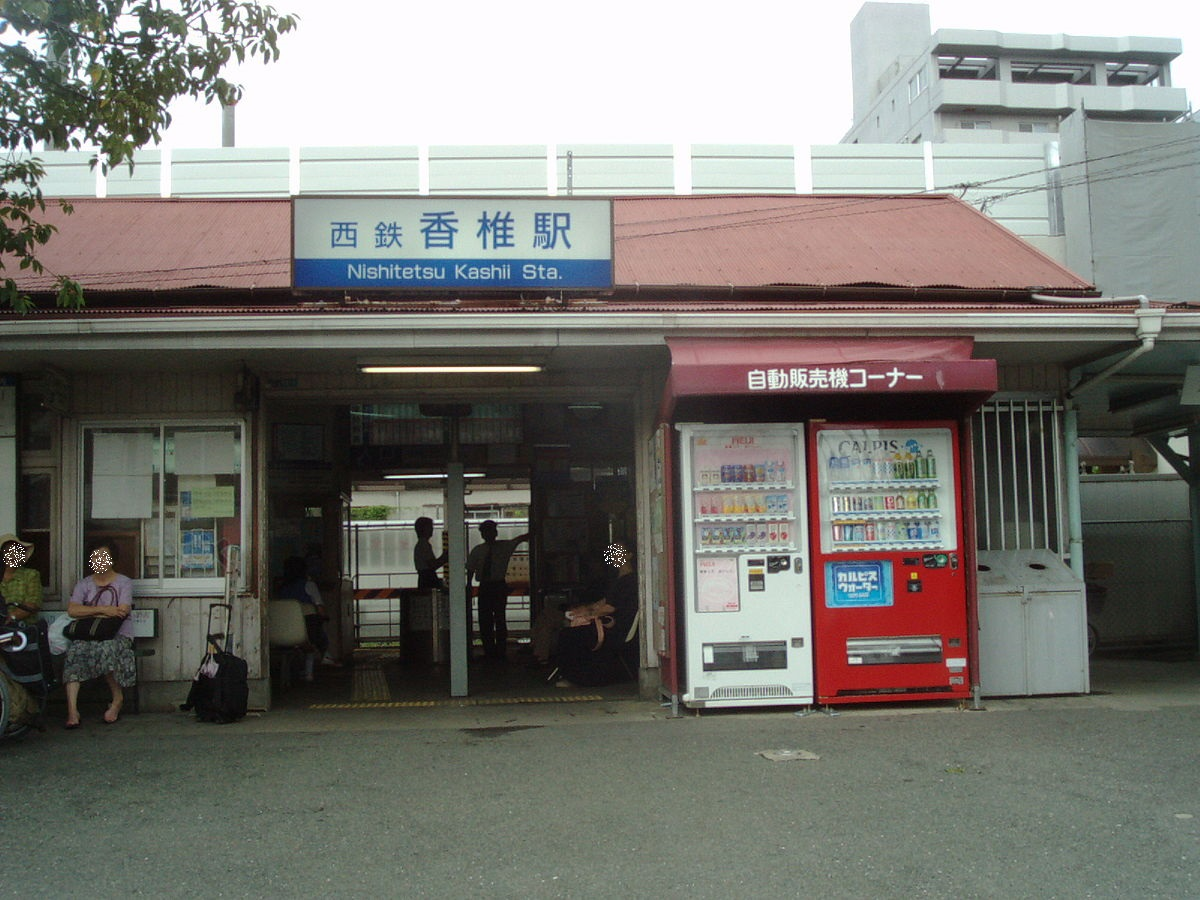
小説連載当時の西鉄香椎駅旧駅舎。開業時からの駅舎が残っていたが、2006年に高架化された。
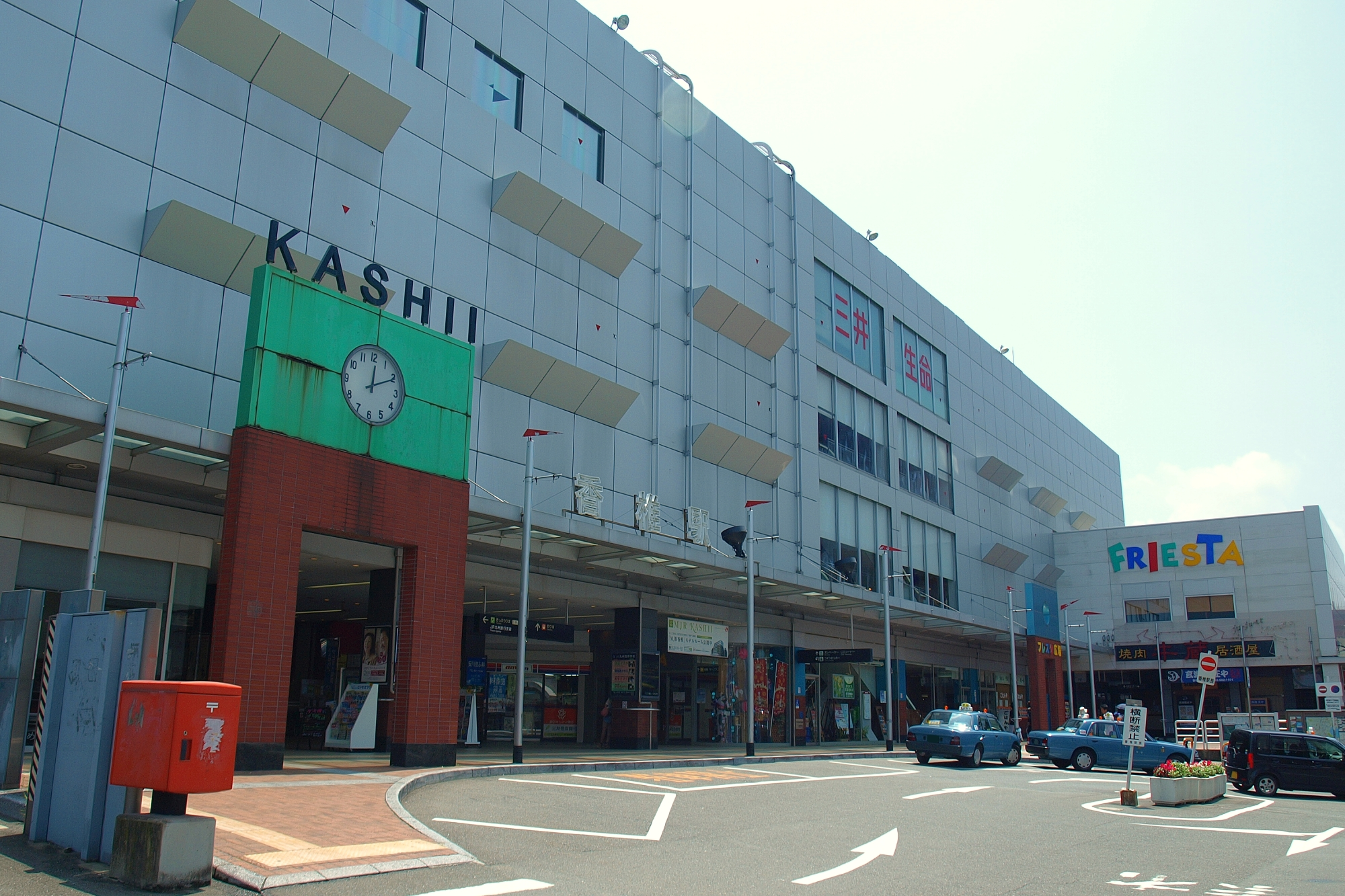
現在のJR九州香椎駅。小説中では、国鉄香椎駅と西鉄香椎駅間の距離は500メートルほどと説明されている。
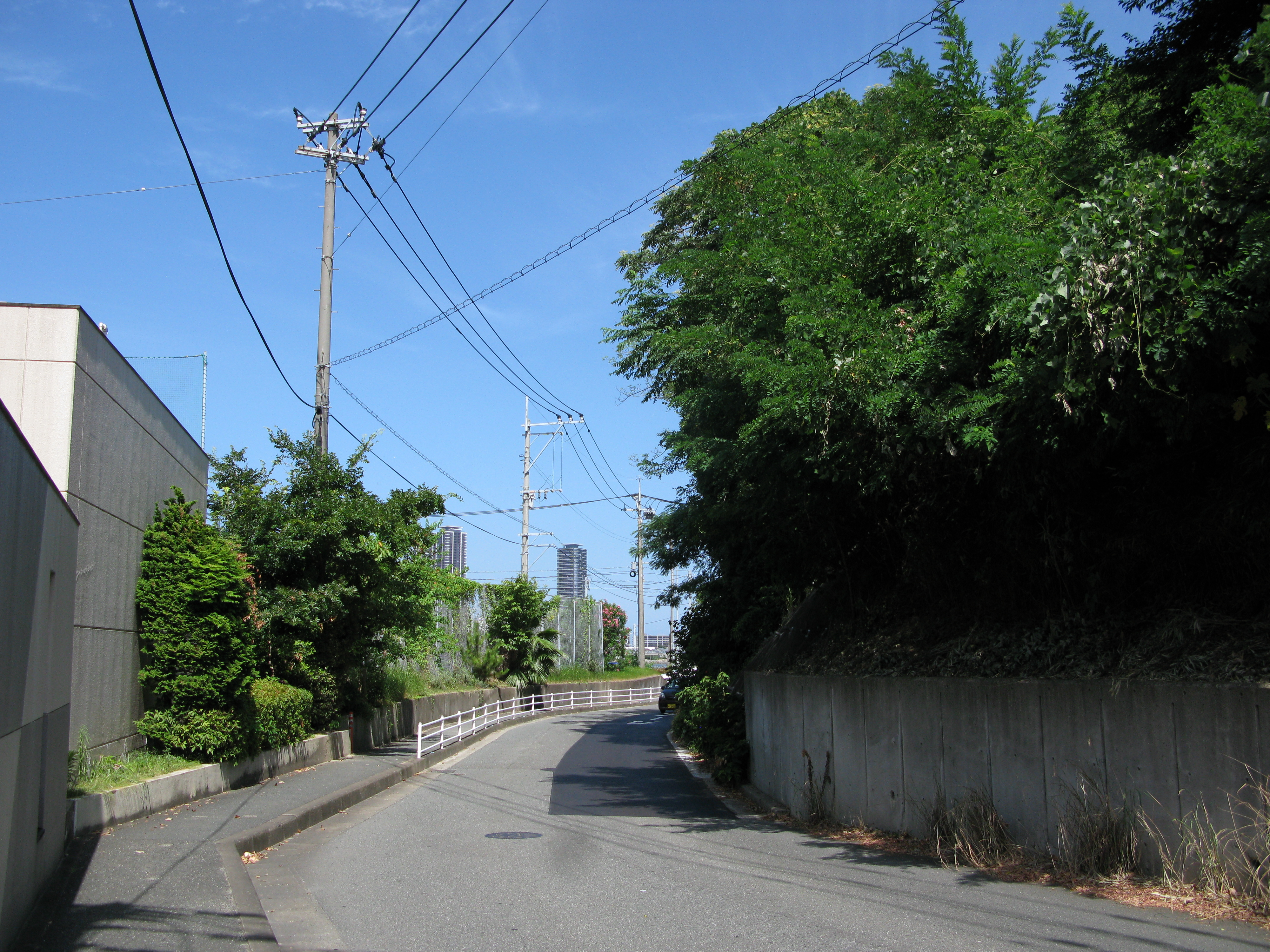
西鉄香椎駅から被害者が歩いたとされる道路の現在。道路を挟み左側が福岡市東区御島崎1丁目、右側が御島崎2丁目。本作連載当時、左側の御島崎1丁目は海であり、小説中で「荒涼とした、堅い岩肌の、絶対に痕跡を残しそうにない場所」と描写されている香椎潟の海岸となる。
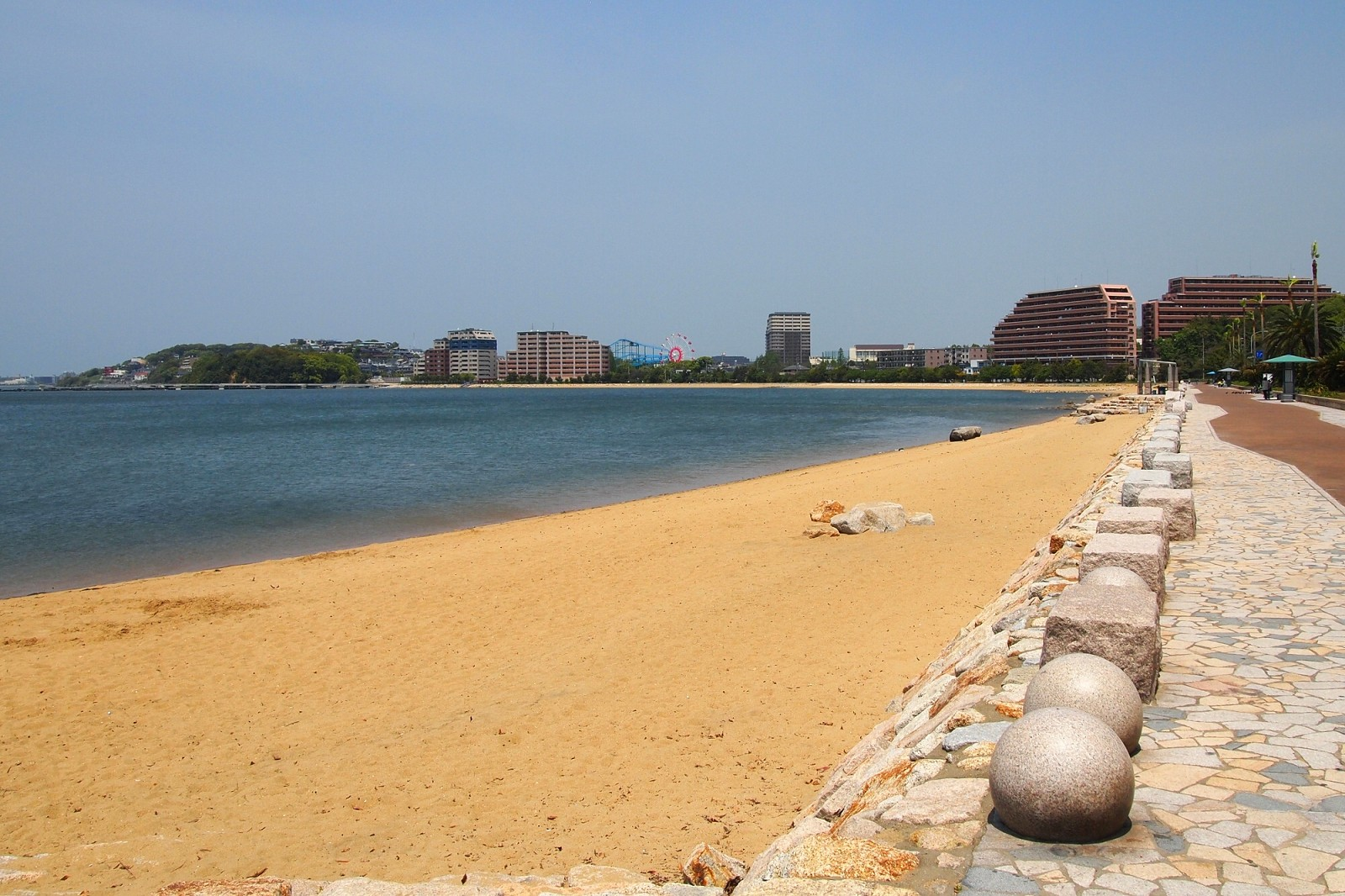
現在の香椎浜。御島崎1丁目にあたる当時の香椎潟は埋め立てられ、ここから西鉄香椎駅方面へ50mほど内陸に位置する。
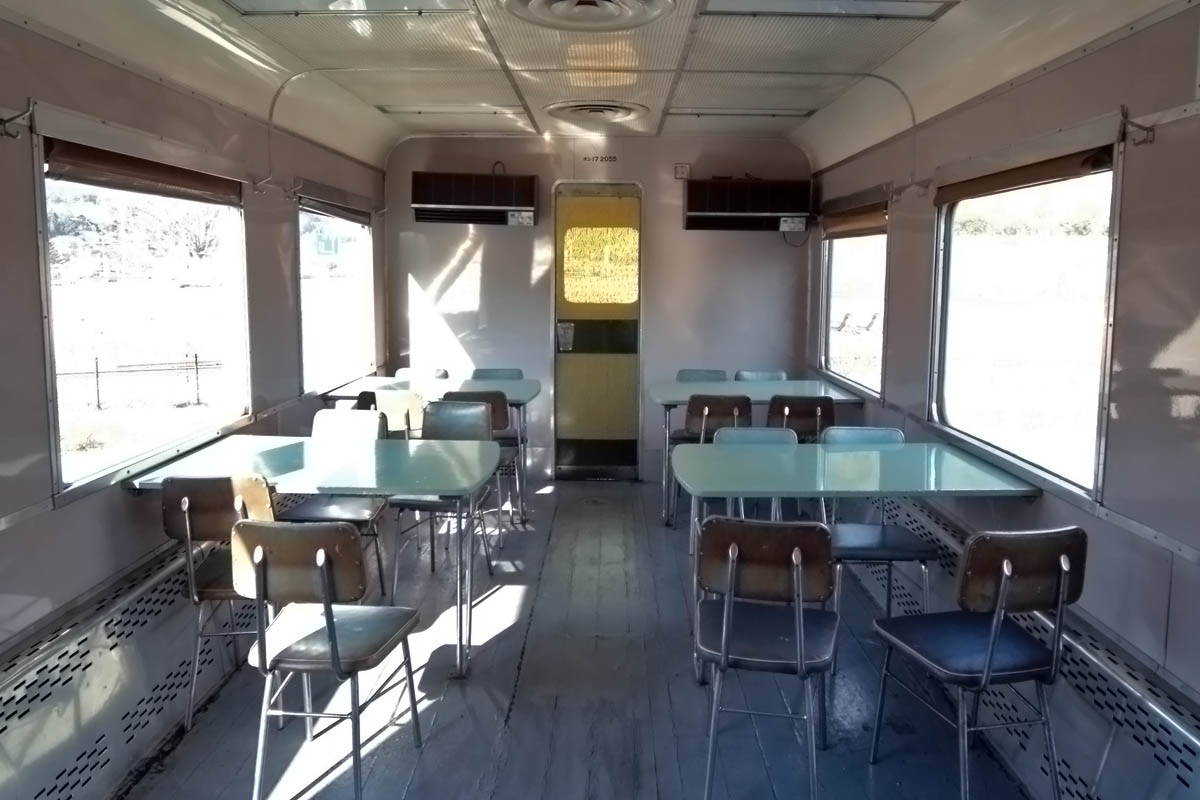
小説連載当時「あさかぜ」に連結されていた食堂車（オシ17形）の車内。
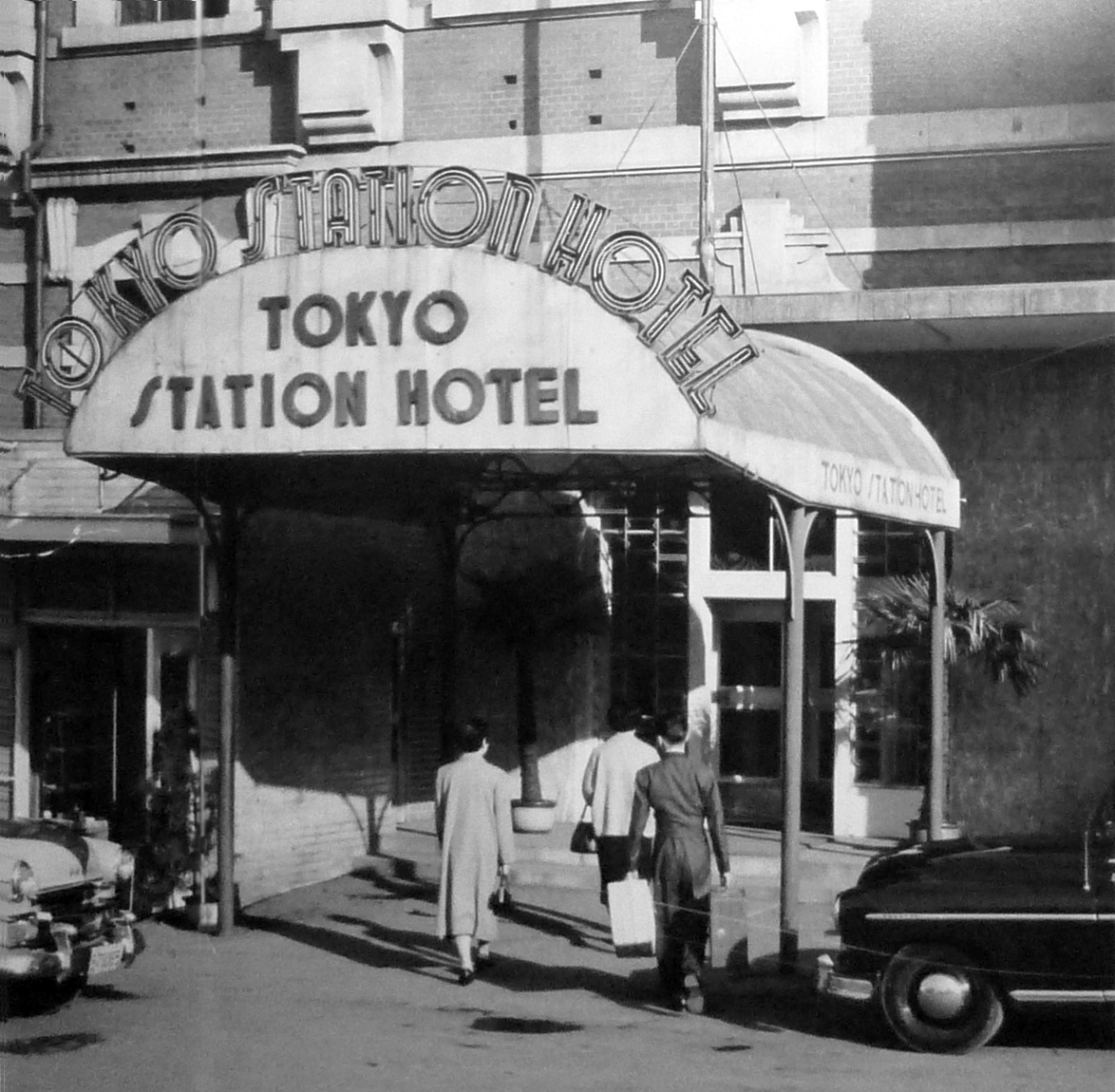
小説連載当時の東京ステーションホテル入口。
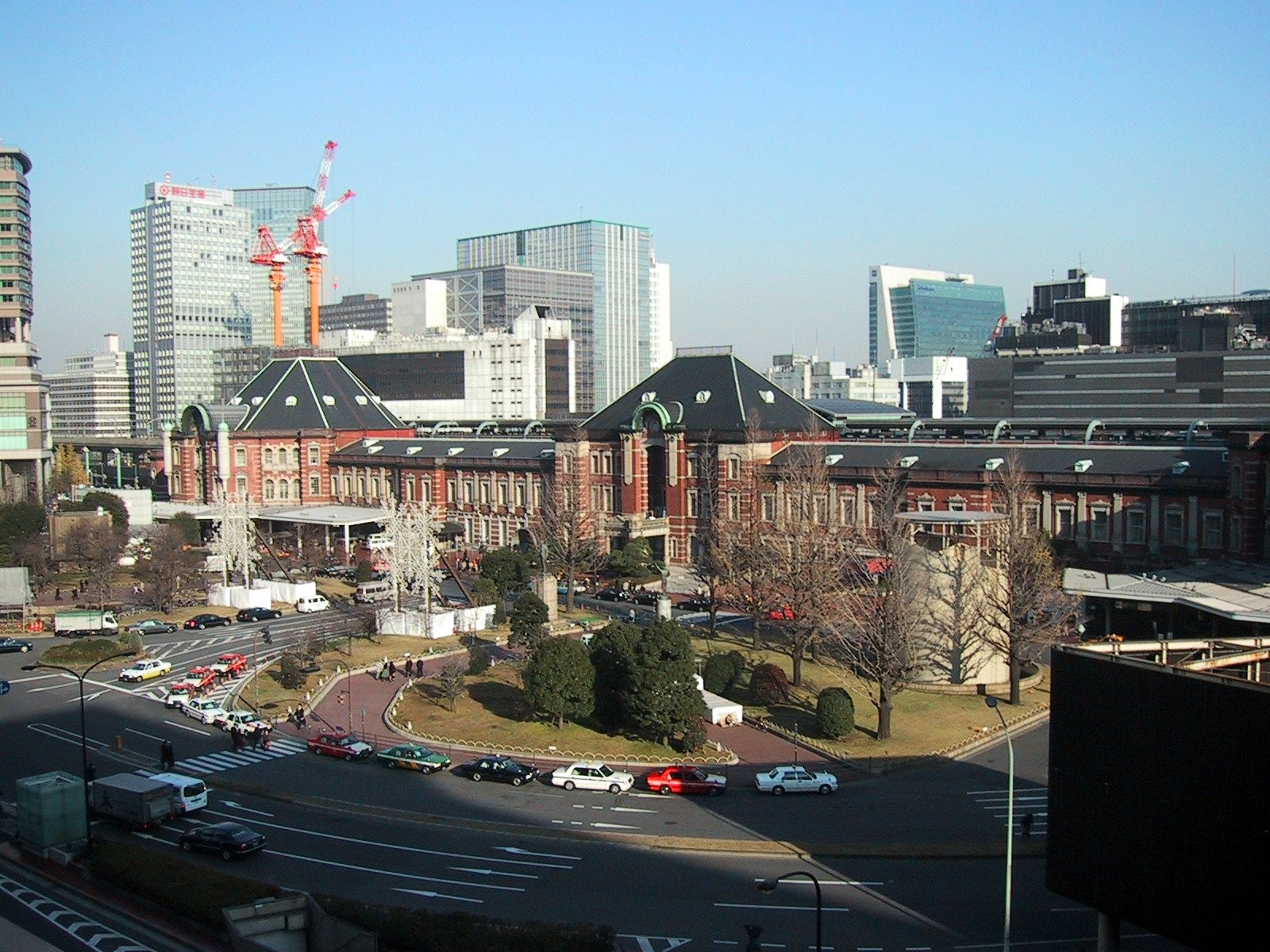
復原工事前の東京駅丸の内駅舎と東京ステーションホテル。著者の滞在した209号室（現：2033号室）は、2階の丸の内中央口側から5番目の階段脇、線路側に位置。
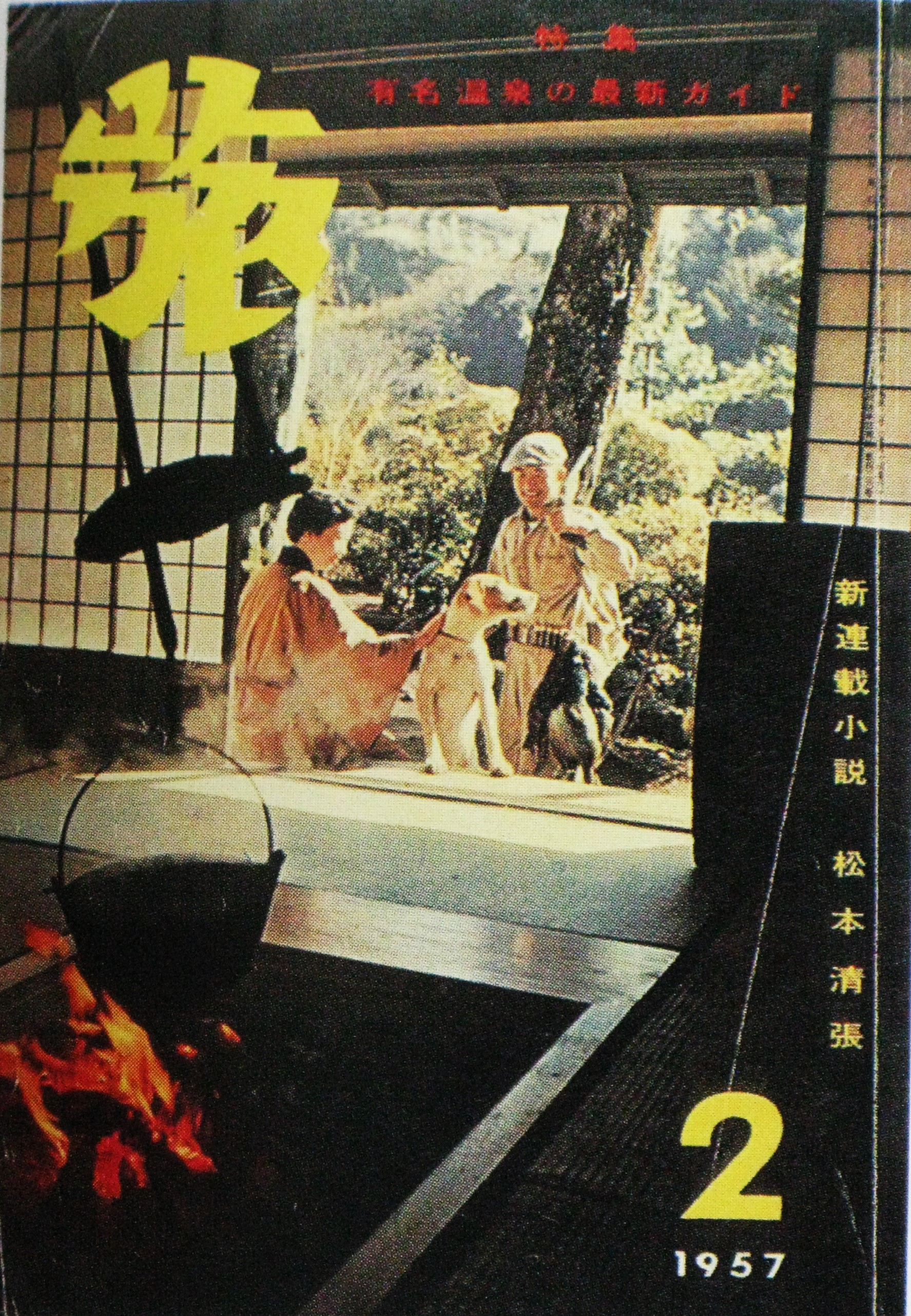
本作の連載開始号となる『旅』1957年2月号。表紙に「新連載小説 松本清張」の記載がある。
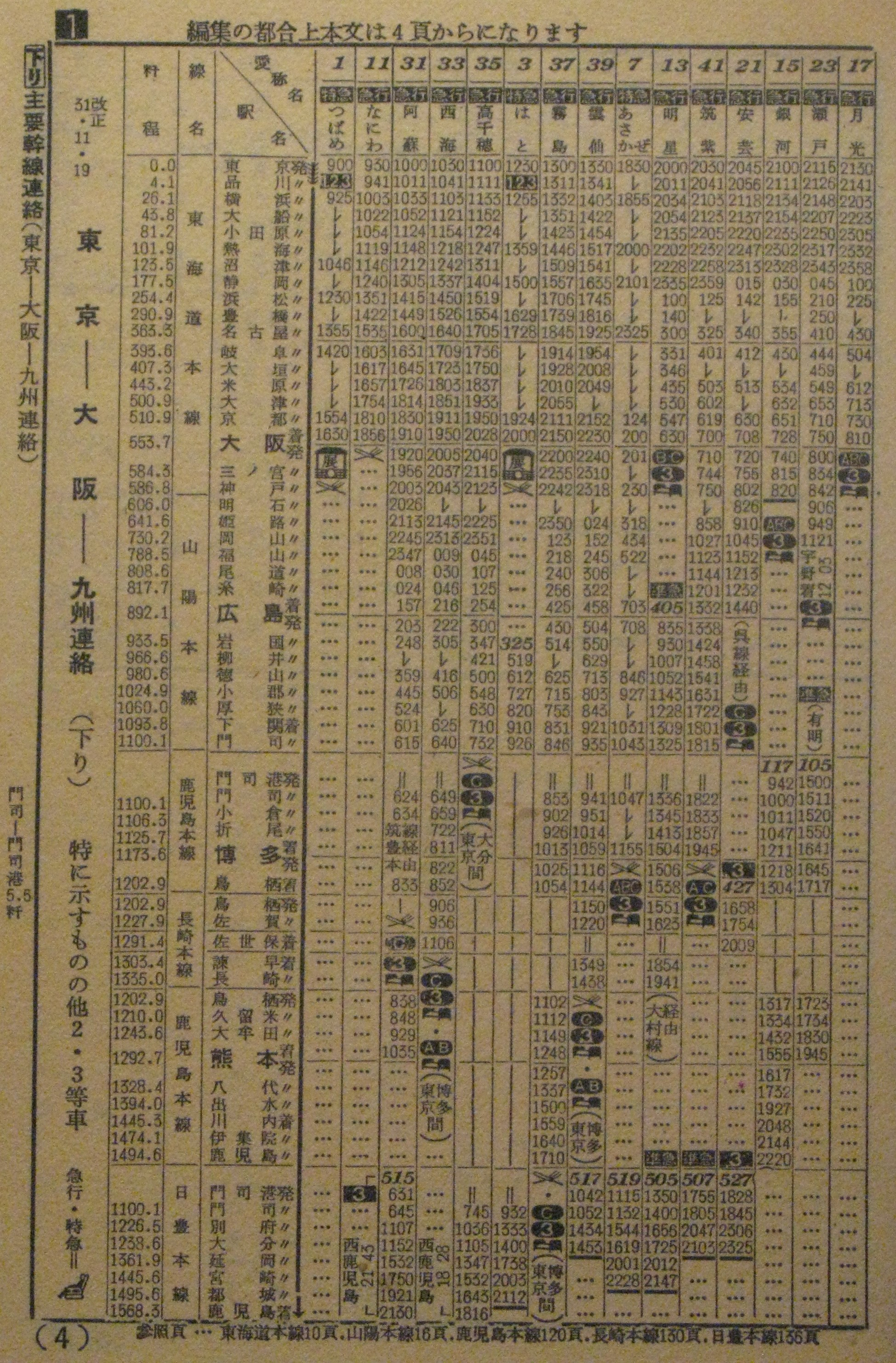
小説連載当時の東京・大阪・九州間列車時刻表（日本交通公社版）

## 翻訳
- Points and Lines, （英語、1970年、講談社インターナショナル）
  - 1986年にペーパーバック版が発売されたが、『ニューヨーク・タイムズ』紙上で、「伝統的なものではあるが、息もつかせぬ探偵小説」として紹介された。
- Tokyo Express （英語、2023年、Penguin）
- Le rapide de Tokyo （フランス語、1982年、Masque）
- Tōkyō express （フランス語、1989年、Philippe Picquier）
- Spiel mit dem Fahrplan （ドイツ語、1970年、Verlag Volk und Welt、Fischer-Taschenbuch-Verl）
- Tokio Express （ドイツ語、2024年、Kampa Verlag）
- La morte e in orario （イタリア語、1971年、Il Giallo Mondadori）
- Tokyo Express （イタリア語、2018年、Adelphi）
- El Expreso De Tokio （スペイン語、2014年、Libros del Asteroide）
- Tóquio Express （ポルトガル語、2025年、Editorial Presença）
- Τόκιο εξπρές （ギリシア語、Άγρα）
- Body a přímka （チェコ語、Mladá Fronta）
- Junaongelma （フィンランド語、Werner Soderstrom）
- Mäng sõiduplaaniga （エストニア語、Eesti Raamat）
- 点与线（中国語、南海出版公司など）
- 점과 선（韓国語、모비딕）
- その他少なくとも、ロシア語、ブルガリア語、アルメニア語に翻訳されている[注釈 23]。

## 映画版
1958年11月11日公開。製作は東映東京、配給は東映。DVD化されている。原作小説ではタッチの差で安田夫妻が心中してしまい逮捕出来なかったことを三原が後日になって手紙で鳥飼に報告するという結末だが、映画化された本作では安田夫妻の心中現場に鳥飼も居合わせており、三原と鳥飼、二人の苦々しい表情で唐突に終わるという結末になっている。

### キャスト
- 三原紀一（警視庁捜査二課警部補）：南広
- 安田亮子：高峰三枝子
- 安田辰郎：山形勲
- 捜査第二課長（警視庁）：堀雄二
- 鳥飼重太郎（東福岡署刑事）：加藤嘉
- 笠井警部（警視庁捜査二課係長）：志村喬
- 土屋刑事（警視庁捜査二課）：河野秋武
- 石井刑事（東福岡署）：曽根秀介
- 大島捜査課長（東福岡署）：永田靖
- 佐山憲一（産工省事務官 課長補佐）：成瀬昌彦
- 佐山の兄：神田隆
- お時（仲居）：小宮光江
- 八重子（仲居）：月丘千秋
- 石田（産工省 部長）：三島雅夫
- 佐々木（産工省事務官 課長）：増田順二
- 警察医（東福岡署）：織田政雄
- 長谷川医師：明石潮
- 庶務部長（産工省）：斎藤紫香
- とみ子：光岡早苗
- まゆみ：奈良あけみ
- 河西：吉川英蘭
- 果物屋の親父：花沢徳衛
- サラリーマン風の男：清村耕次
- 「かき舟」の女中：楠トシエ
- 「海風荘」の女将：風見章子
- 安田家の老使用人：小峰千代子
- 「海風荘」の女中：山本緑
- 長谷川医院の看護婦：谷本小代子
- 駅員：岡部征純
- 駅員：潮健児
- 列車の車掌：岩城力
- 公衆電話の男：関山耕司

### スタッフ
- 監督：小林恒夫
- 企画：根津昇
- 脚色：井手雅人
- 撮影：藤井静
- 美術：田辺達
- 照明：川崎保之丞
- 音楽：木下忠司
- 録音：大谷政信
- 編集：祖田富美夫

### エピソード
- 安田亮子を演じた高峰三枝子は、1956年頃から声帯が凹む病気に罹り、一時女優としての仕事を中断し、緊急入院の生活を送っていた。女優業を再開した後も、大きな声を出すことができなかったので、小声で喋ればいい映画を選び、本映画に出演した。加藤千代（加藤嘉の娘）は、高峰の演技に関して、「沈んだか細い（印象の）声となったが、逆に妙に役柄とマッチし、的確な演技と高く評価された」と述べている[注釈 24]。

### ネット配信
- 東映シアターオンライン（YouTube）：2023年12月29日21:00 - 2024年1月12日20:59

## テレビドラマ
『松本清張 点と線』（まつもとせいちょう てんとせん）の題名で、テレビ朝日の開局50周年記念番組として、2007年11月24日と25日に、同局系列（フルネット24局）で二夜連続で放送した。視聴率（関東地区）は第1夜が23.8%、第2夜が23.7%であった。ホームページの「おさらい」では物語の結末を明かしている。2009年11月8日には「松本清張生誕100年記念特別バージョン」として前後編を再編集し、全国ネットでの再放送を行った（視聴率14.3%）。
2007年の文化庁主催の芸術祭テレビ部門参加作品ともなり、審査員からは「推理ドラマの枠組みをはるかに超えた人間ドラマで、見るものを圧倒した」と評価され、ドラマとしては4年ぶりとなる大賞を受賞。日本民間放送連盟賞のテレビドラマ番組において優秀賞を受賞した。また2008年に民放連とNHKなどで作る「国際ドラマフェスティバル in TOKYO 実行委員会」が選ぶ東京ドラマアウォード2008のグランプリおよび特別賞も受賞している（特別賞は美術スタッフに対して）。
1957年の東京駅のホームや、福岡・東京の町並みを細部まで再現したオープンセット、さらには日本各地で昭和30年代の列車を再現してのロケーションが行われた。東京駅のプラットフォームのセットは、JR西日本の協力のもとに宮原総合運転所の敷地内に作られた。スタッフやキャストですら完成度に驚いたという。新宿行きの路面電車のシーンは昭和28年製の車両（元東武日光軌道線100形電車）が現存する、岡山で撮影された。
また、同局の『土曜ワイド劇場』の主役級である、小林稔侍（『炎の警備隊長五十嵐杜夫』）、橋爪功（『新・赤かぶ検事奮戦記』）、市原悦子（『家政婦は見た!』、同シリーズの第1作は清張原作の『熱い空気』を『松本清張の熱い空気』のタイトルでドラマ化したもの）をはじめとした、多数のキャスト布陣も話題になった。鳥飼を演じたビートたけしは、「50年前に映画化されて以来、はじめてドラマ化されただけに、えらい気合が入って、すごく面白かったよ。2007年の主な仕事はドラマ『点と線』だと言えるくらい、時間をかけて演じた」とコメントしている。
鳥飼が独断で東京に行き捜査すること、鳥飼や安田の太平洋戦争中のエピソードなど、テレビドラマ版独自の設定が追加されている。また、事件後は三原が報告に博多を訪れたのを最後に鳥飼と三原は会うことはなかったとしており、『時間の習俗』への連続性はなくなっている。
なお、再編集版の最後では鳥飼と三原が再び出会うシーンはカットされ、ナレーションならびに解説の石坂浩二が「鳥飼と三原がその後会ったかどうかさだかではなく、作品にも出会ったかどうかの記述はない」と述べた。
2019年8月4日には『テレビ朝日開局60周年 夏の傑作選』の第1弾として、『日曜プライム』枠で1本に再編集して放送された。

### 放送日時
- 第1夜 2007年11月24日 21:03～23:21（JST）
- 第2夜 2007年11月25日 21:04～23:24（JST）
- 再編集版 2009年11月8日 21:00～23:44（JST）
- 再編集版（第2回） 2019年8月4日 21:00～23:05（JST）

### キャスト

#### 主要登場人物
- 鳥飼 重太郎：ビートたけし
- 三原 紀一（警視庁捜査二課警部補）：高橋克典→現在の三原：宇津井健（特別出演）
- 安田 辰郎（安田交易社長）：柳葉敏郎
- 安田 亮子（辰郎の妻）：夏川結衣
- 鳥飼 つや子：内山理名→現在のつや子：池内淳子（特別出演）
- 桑山 秀子（お時）：原沙知絵
- 小林 安子（重太郎の義姉）：樹木希林
- 桑山 ハツ（お時の母）：市原悦子（特別出演）
- 笠井係長（警視庁捜査二課）：橋爪功
- 田中係長（博多東警察署）：小林稔侍

#### 警察関係者
- 永井課長（博多東警察署）：平泉成
- 寺崎課長（警視庁捜査二課）：名高達男
- 児島刑事（警視庁捜査二課）：金児憲史
- 柳原刑事（警視庁捜査二課）：芦川誠
- 刑事（博多東警察署）：でんでん
- 監察医：金田明夫
- 服部刑事（北海道警）：深水三章
- 幹部（警視庁捜査二課）：河西健司

#### 産業建設省
- 原 種臣（大臣）：江守徹（特別出演）
- 石田 芳男（企案局長）：竹中直人
- 中尾 正（推進課長）：本田博太郎
- 佐々木 喜太郎（事務官）：大鶴義丹
- 佐山 憲一（産建省課長補佐）：大浦龍宇一

#### その他の登場人物
- 佐山の兄：中島久之
- 博多の旅館「鳳明」の番頭：升毅
- 博多の旅館「鳳明」の仲居：星野真里
- 八百屋「たからや」の店主：斎藤洋介
- 割烹料亭「小雪」の女将：松井紀美江
- とみ子（割烹料亭「小雪」の仲居）：筒井真理子
- 八重子（割烹料亭「小雪」の仲居）：あめくみちこ
- アパートの大家：伊佐山ひろ子
- 安田家（鎌倉）の家政婦：樋田慶子
- 北海道の旅館「丸惣」の仲居：阿知波悟美
- 河西 徹夫（安田の取引相手）：佐戸井けん太
- 函館駅の駅員：半海一晃
- 車掌：梨本謙次郎
- 東京駅助役：小野武彦
- 長谷川医師（亮子の主治医）：坂口良子
- ある家の女：かたせ梨乃
- ドロップを差し出す女：高橋由美子
- 日本航空社員（受付）：天宮良
- 喫茶店の女給：滝沢沙織
- 駅員：山谷初男
- 2人の死体を発見した漁民：志賀圭二郎
- タクシーの運転手：伊藤克信

### スタッフ
- 監督：石橋冠
- 脚本：竹山洋
- チーフ・プロデューサー：五十嵐文郎
- プロデューサー：藤本一彦
- 音楽：坂田晃一
- 挿入歌：「上海帰りのリル」[5]
- ナレーション：石坂浩二
- CG:4d、エヌジーシー、白組、イマージュ、ビークル、東京工芸大学メディアアート表現学科
- 技斗：佐々木修平
- 協力：日本航空、JTBパブリッシング
- ロケ協力：JR西日本、JR北海道、銚子電気鉄道、大井川鐵道、岡山電気軌道、JR東日本、江ノ島電鉄、函館市、備前市、はこだてフィルムコミッション、いばらきフィルムコミッション、銚子フィルムコミッション、大阪ロケーションサービス協議会、神戸フィルムオフィス、フィルムサポート島田、岡山県フィルムコミッション連絡協議会、ほか
- 美術協力：テレビ朝日クリエイト、つむら工芸、青野設計、都市空間設計、淀橋商事
- 技術協力：ビデオスタッフ、NiTRo、バウムレーベン、ブル、東新、サウンドシップ、テイクスタジオ、渋谷ビデオスタジオ
- 制作協力：シネハウス（協力プロデューサー：牧義寛）
- 企画協力：オフィス北野、北九州市立松本清張記念館、清張生誕100年実行委員会、エヌエス企画、日本文学振興会松本清張賞事務局
- 制作著作：テレビ朝日

### 遅れネット局
- BSS山陰放送（TBS系列） - 第1部は2008年5月10日土曜日 12:00〜14:20、第2部は同年5月11日日曜日 14:00〜16:20
- JRT四国放送（日本テレビ系列） - 第1部は2008年12月29日月曜日 12:00〜14:20、第2部は同年12月30日火曜日 11:45〜14:05
- UTYテレビ山梨（TBS系列） - 第1部と第2部を合わせて、2008年12月31日水曜日 12:00〜16:30

### BS局
- BS朝日BS朝日（テレビ朝日系列） - 第1部と第2部を合わせて、2017年1月6日金曜日 17:00～21:54

## その他
- 点と線 / 国鉄黄金期「点と線」のころ
  - 本作のアニメーション動画ドラマ。2002年制作。原画・作画監修は風間完。アニメーションの声を西田敏行・緒形直人が担当。